# Jason Smith (Spezialeffektkünstler)
Jason Smith (* 20. Jahrhundert) ist ein Spezialeffektkünstler, der 2016 für den Oscar in der Kategorie Beste visuelle Effekte nominiert wurde. 

## Leben
Er nahm am Brigham Young University’s Computer Science Program teil. Während dieser Zeit erstellte er unter anderem Makeup-Effekte für Universitätsproduktionen. Nach seinem Studium war er Softwareentwickler bei Saffire, Inc.
2001 begann er bei Industrial Light & Magic als technischer Assistent zu arbeiten, bevor er 2003 technischer Direktor für den Bereich Kreaturen wurde. Dort war er an Filmen wie Terminator 3 – Rebellion der Maschinen, Transformers und Pacific Rim beteiligt.
Bei der Oscarverleihung 2016 wurde er zusammen mit Matt Shumway, Richard McBride und Cameron Waldbauer für seine Arbeit an The Revenant – Der Rückkehrer für den Oscar in der Kategorie Beste visuelle Effekte nominiert.

## Filmografie (Auswahl)
- 2003: Terminator 3 – Rebellion der Maschinen (Terminator 3: Rise of the Machines)
- 2004: Lemony Snicket – Rätselhafte Ereignisse (Lemony Snicket’s A Series Of Unfortunate Events)
- 2004: Van Helsing
- 2005: Die Chroniken von Narnia – Der König von Narnia (The Chronicles of Narnia: The Lion, the Witch and the Wardrobe)
- 2005: Harry Potter und der Feuerkelch (Harry Potter and the Goblet of Fire)
- 2005: Star Wars: Episode III – Die Rache der Sith (Star Wars: Episode III – Revenge of the Sith)
- 2006: Pirates of the Caribbean – Fluch der Karibik 2 (Pirates of the Caribbean: Dead Man’s Chest)
- 2007: Transformers
- 2008: Die Geheimnisse der Spiderwicks (The Spiderwick Chronicles)
- 2009: Transformers – Die Rache (Transformers: Revenge of the Fallen)
- 2011: Rango
- 2011: Super 8
- 2012: Marvel’s The Avengers
- 2013: Lone Ranger (The Lone Ranger)
- 2013: Pacific Rim
- 2015: The Revenant – Der Rückkehrer (The Revenant)
- 2016: Warcraft: The Beginning (	Warcraft)
- 2017: Kong: Skull Island
- 2017: Transformers: The Last Knight